# 13e étape du Tour d'Italie 2017
Pour un article plus général, voir Tour d'Italie 2017.
La 13e étape du Tour d'Italie 2017 se déroule le vendredi 19 mai 2017, entre Reggio d'Émilie et Tortone sur une distance de 167 km.

## Résultats

### Classement de l'étape
| \| Classement de l'étape \| Classement de l'étape \| Classement de l'étape \| Classement de l'étape \| Classement de l'étape \| \| Coureur \| Coureur \| Pays \| Équipe \| Temps \| \| --------------------- \| ---------------------- \| --------------------- \| --------------------- \| --------------------- \| \| 1er \| Fernando Gaviria \| Colombie \| Quick-Step Floors \| 3 h 47 min 45 s \| \| 2e \| Sam Bennett \| Irlande \| Bora-Hansgrohe \| + 0 s \| \| 3e \| Jasper Stuyven \| Belgique \| Trek-Segafredo \| + 0 s \| \| 4e \| Roberto Ferrari \| Italie \| UAE Team Emirates \| + 0 s \| \| 5e \| Ryan Gibbons \| Afrique du Sud \| Dimension Data \| + 0 s \| \| 6e \| Rüdiger Selig \| Allemagne \| Bora-Hansgrohe \| + 0 s \| \| 7e \| Sacha Modolo \| Italie \| UAE Team Emirates \| + 0 s \| \| 8e \| Caleb Ewan \| Australie \| Orica-Scott \| + 0 s \| \| 9e \| André Greipel \| Allemagne \| Lotto-Soudal \| + 0 s \| \| 10e \| Viatcheslav Kouznetsov \| Russie \| Katusha-Alpecin \| + 0 s \| |                        |                |                   |                 |
| |                        |                |                   |                 |
| Source : ProCyclingStats |                        |                |                   |                 |
| Classement de l'étape |                        |                |                   |                 |
| Coureur | Coureur                | Pays           | Équipe            | Temps           |
| 1er | Fernando Gaviria       | Colombie       | Quick-Step Floors | 3 h 47 min 45 s |
| 2e | Sam Bennett            | Irlande        | Bora-Hansgrohe    | + 0 s           |
| 3e | Jasper Stuyven         | Belgique       | Trek-Segafredo    | + 0 s           |
| 4e | Roberto Ferrari        | Italie         | UAE Team Emirates | + 0 s           |
| 5e | Ryan Gibbons           | Afrique du Sud | Dimension Data    | + 0 s           |
| 6e | Rüdiger Selig          | Allemagne      | Bora-Hansgrohe    | + 0 s           |
| 7e | Sacha Modolo           | Italie         | UAE Team Emirates | + 0 s           |
| 8e | Caleb Ewan             | Australie      | Orica-Scott       | + 0 s           |
| 9e | André Greipel          | Allemagne      | Lotto-Soudal      | + 0 s           |
| 10e | Viatcheslav Kouznetsov | Russie         | Katusha-Alpecin   | + 0 s           |

### Points attribués
|   | Cycliste             | Nat         | Équipe                        | Pts | Bonif |
| - | -------------------- | ----------- | ----------------------------- | --- | ----- |
| 1 | Vincenzo Albanese    | Italie      | Bardiani CSF                  | 20  | 3 s   |
| 2 | Pavel Brutt          | Russie      | Gazprom-RusVelo               | 12  | 2 s   |
| 3 | Matej Mohorič        | Slovénie    | UAE Emirates                  | 8   | 1 s   |
| 4 | Fernando Gaviria     | Colombie    | Quick-Step Floors             | 6   |       |
| 5 | Daniel Teklehaimanot | Érythrée    | Dimension Data                | 4   |       |
| 6 | Pieter Serry         | Belgique    | Quick-Step Floors             | 3   |       |
| 7 | Sean De Bie          | Belgique    | Lotto-Soudal                  | 2   |       |
| 8 | Ilia Koshevoy        | Biélorussie | Wilier Triestina-Selle Italia | 1   |       |

|   | Cycliste             | Nat      | Équipe                        | Pts | Bonif |
| - | -------------------- | -------- | ----------------------------- | --- | ----- |
| 1 | Pavel Brutt          | Russie   | Gazprom-RusVelo               | 20  | 3 s   |
| 2 | Matej Mohorič        | Slovénie | UAE Emirates                  | 12  | 2 s   |
| 3 | Vincenzo Albanese    | Italie   | Bardiani CSF                  | 8   | 1 s   |
| 4 | Fernando Gaviria     | Colombie | Quick-Step Floors             | 6   |       |
| 5 | Daniel Teklehaimanot | Érythrée | Dimension Data                | 4   |       |
| 6 | Pieter Serry         | Belgique | Quick-Step Floors             | 3   |       |
| 7 | Daniel Martínez      | Colombie | Wilier Triestina-Selle Italia | 2   |       |
| 8 | Valerio Conti        | Italie   | UAE Emirates                  | 1   |       |

| - Sprint final de Tortone (km 167) \| \| Cycliste \| Nat \| Équipe \| Points \| Bonif \| \| -- \| ---------------------- \| -------------- \| ----------------------------- \| ------ \| ----- \| \| 1 \| Fernando Gaviria \| Colombie \| Quick-Step Floors \| 50 \| 10 s \| \| 2 \| Sam Bennett \| Irlande \| Bora-Hansgrohe \| 35 \| 6 s \| \| 3 \| Jasper Stuyven \| Belgique \| Trek-Segafredo \| 25 \| 4 s \| \| 4 \| Roberto Ferrari \| Italie \| UAE Emirates \| 18 \| \| \| 5 \| Ryan Gibbons \| Afrique du Sud \| Dimension Data \| 14 \| \| \| 6 \| Rüdiger Selig \| Allemagne \| Bora-Hansgrohe \| 12 \| \| \| 7 \| Sacha Modolo \| Italie \| UAE Emirates \| 10 \| \| \| 8 \| Caleb Ewan \| Australie \| Orica-Scott \| 8 \| \| \| 9 \| André Greipel \| Allemagne \| Lotto-Soudal \| 7 \| \| \| 10 \| Viatcheslav Kouznetsov \| Russie \| Katusha-Alpecin \| 6 \| \| \| 11 \| Phil Bauhaus \| Allemagne \| Sunweb \| 5 \| \| \| 12 \| Maximiliano Richeze \| Argentine \| Quick-Step Floors \| 4 \| \| \| 13 \| Jakub Mareczko \| Italie \| Wilier Triestina-Selle Italia \| 3 \| \| \| 14 \| Ivan Savitskiy \| Russie \| Gazprom-RusVelo \| 2 \| \| \| 15 \| Luka Mezgec \| Slovénie \| Orica-Scott \| 1 \| \| |                        |                |                               |        |       |
| | Cycliste               | Nat            | Équipe                        | Points | Bonif |
| 1 | Fernando Gaviria       | Colombie       | Quick-Step Floors             | 50     | 10 s  |
| 2 | Sam Bennett            | Irlande        | Bora-Hansgrohe                | 35     | 6 s   |
| 3 | Jasper Stuyven         | Belgique       | Trek-Segafredo                | 25     | 4 s   |
| 4 | Roberto Ferrari        | Italie         | UAE Emirates                  | 18     |       |
| 5 | Ryan Gibbons           | Afrique du Sud | Dimension Data                | 14     |       |
| 6 | Rüdiger Selig          | Allemagne      | Bora-Hansgrohe                | 12     |       |
| 7 | Sacha Modolo           | Italie         | UAE Emirates                  | 10     |       |
| 8 | Caleb Ewan             | Australie      | Orica-Scott                   | 8      |       |
| 9 | André Greipel          | Allemagne      | Lotto-Soudal                  | 7      |       |
| 10 | Viatcheslav Kouznetsov | Russie         | Katusha-Alpecin               | 6      |       |
| 11 | Phil Bauhaus           | Allemagne      | Sunweb                        | 5      |       |
| 12 | Maximiliano Richeze    | Argentine      | Quick-Step Floors             | 4      |       |
| 13 | Jakub Mareczko         | Italie         | Wilier Triestina-Selle Italia | 3      |       |
| 14 | Ivan Savitskiy         | Russie         | Gazprom-RusVelo               | 2      |       |
| 15 | Luka Mezgec            | Slovénie       | Orica-Scott                   | 1      |       |

## Classements à l'issue de l'étape

### Classement général
| \| Classement général \| Classement général \| Classement général \| Classement général \| Classement général \| \| Coureur \| Coureur \| Pays \| Équipe \| Temps \| \| ------------------ \| ------------------ \| ------------------ \| ------------------ \| ------------------ \| \| 1er \| Tom Dumoulin \| Pays-Bas \| Team Sunweb \| 56 h 28 min 53 s \| \| 2e \| Nairo Quintana \| Colombie \| Movistar Team \| + 2 min 23 s \| \| 3e \| Bauke Mollema \| Pays-Bas \| Trek-Segafredo \| + 2 min 38 s \| \| 4e \| Thibaut Pinot \| France \| FDJ \| + 2 min 40 s \| \| 5e \| Vincenzo Nibali \| Italie \| Bahrain-Merida \| + 2 min 47 s \| \| 6e \| Andrey Amador \| Costa Rica \| Movistar Team \| + 3 min 05 s \| \| 7e \| Bob Jungels \| Luxembourg \| Quick-Step Floors \| + 3 min 56 s \| \| 8e \| Domenico Pozzovivo \| Italie \| AG2R La Mondiale \| + 3 min 59 s \| \| 9e \| Tanel Kangert \| Estonie \| Astana \| + 3 min 59 s \| \| 10e \| Ilnur Zakarin \| Russie \| Katusha-Alpecin \| + 4 min 17 s \| |                    |            |                   |                  |
| |                    |            |                   |                  |
| Source : ProCyclingStats |                    |            |                   |                  |
| Classement général |                    |            |                   |                  |
| Coureur | Coureur            | Pays       | Équipe            | Temps            |
| 1er | Tom Dumoulin       | Pays-Bas   | Team Sunweb       | 56 h 28 min 53 s |
| 2e | Nairo Quintana     | Colombie   | Movistar Team     | + 2 min 23 s     |
| 3e | Bauke Mollema      | Pays-Bas   | Trek-Segafredo    | + 2 min 38 s     |
| 4e | Thibaut Pinot      | France     | FDJ               | + 2 min 40 s     |
| 5e | Vincenzo Nibali    | Italie     | Bahrain-Merida    | + 2 min 47 s     |
| 6e | Andrey Amador      | Costa Rica | Movistar Team     | + 3 min 05 s     |
| 7e | Bob Jungels        | Luxembourg | Quick-Step Floors | + 3 min 56 s     |
| 8e | Domenico Pozzovivo | Italie     | AG2R La Mondiale  | + 3 min 59 s     |
| 9e | Tanel Kangert      | Estonie    | Astana            | + 3 min 59 s     |
| 10e | Ilnur Zakarin      | Russie     | Katusha-Alpecin   | + 4 min 17 s     |

### Classement du meilleur jeune
| Classement du meilleur jeune | Classement du meilleur jeune | Classement du meilleur jeune | Classement du meilleur jeune | Classement du meilleur jeune |
|                              | Coureur                      | Pays                         | Équipe                       | Temps                        |
| ---------------------------- | ---------------------------- | ---------------------------- | ---------------------------- | ---------------------------- |
| 1er                          | Bob Jungels                  | Luxembourg                   | Quick-Step Floors            | en 56 h 32 min 49 s          |
| 2e                           | Davide Formolo               | Italie                       | Cannondale-Drapac            | + 2 min 23 s                 |
| 3e                           | Adam Yates                   | Royaume-Uni                  | Orica-Scott                  | + 2 min 56 s                 |
| 4e                           | Jan Polanc                   | Slovénie                     | UAE Emirates                 | + 3 min 43 s                 |
| 5e                           | Simone Petilli               | Italie                       | UAE Emirates                 | + 9 min 27 s                 |
| modifier                     |                              |                              |                              |                              |

### Classement aux points
| Classement par points | Classement par points | Classement par points | Classement par points         | Classement par points |
| Coureur               | Coureur               | Pays                  | Équipe                        | Points                |
| --------------------- | --------------------- | --------------------- | ----------------------------- | --------------------- |
| 1er                   | Fernando Gaviria      | Colombie              | Quick-Step Floors             | 315 pts               |
| 2e                    | Jasper Stuyven        | Belgique              | Trek-Segafredo                | 192 pts               |
| 3e                    | André Greipel         | Allemagne             | Lotto-Soudal                  | 144 pts               |
| 4e                    | Sam Bennett           | Irlande               | Bora-Hansgrohe                | 117 pts               |
| 5e                    | Caleb Ewan            | Australie             | Orica-Scott                   | 108 pts               |
| 6e                    | Lukas Pöstlberger     | Autriche              | Bora-Hansgrohe                | 98 pts                |
| 7e                    | Daniel Teklehaimanot  | Érythrée              | Dimension Data                | 86 pts                |
| 8e                    | Kristian Sbaragli     | Italie                | Dimension Data                | 76 pts                |
| 9e                    | Jakub Mareczko        | Italie                | Wilier Triestina-Selle Italia | 73 pts                |
| 10e                   | Roberto Ferrari       | Italie                | UAE Team Emirates             | 70 pts                |

### Classement du meilleur grimpeur
| Classement du meilleur grimpeur | Classement du meilleur grimpeur | Classement du meilleur grimpeur | Classement du meilleur grimpeur | Classement du meilleur grimpeur |
| ------------------------------- | ------------------------------- | ------------------------------- | ------------------------------- | ------------------------------- |
|                                 | Coureur                         | Pays                            | Équipe                          | Point(s)                        |
| 1er                             | Omar Fraile                     | Espagne                         | Dimension Data                  | 49 points                       |
| 2e                              | Jan Polanc                      | Slovénie                        | UAE Emirates                    | 46 pts                          |
| 3e                              | Nairo Quintana                  | Colombie                        | Movistar                        | 35 pts                          |
| 4e                              | Thibaut Pinot                   | France                          | FDJ                             | 27 pts                          |
| 5e                              | Daniel Teklehaimanot            | Érythrée                        | Dimension Data                  | 23 pts                          |
| modifier                        |                                 |                                 |                                 |                                 |

### Classements par équipes

#### Classement au temps
| Classement par équipes | Classement par équipes | Classement par équipes | Classement par équipes |
| Équipe                 | Équipe                 | Pays                   | Temps                  |
| ---------------------- | ---------------------- | ---------------------- | ---------------------- |
| 1re                    | Movistar Team          | Espagne                | 169 h 40 min 58 s      |
| 2e                     | Astana                 | Kazakhstan             | + 3 min 39 s           |
| 3e                     | UAE Team Emirates      | Émirats arabes unis    | + 9 min 30 s           |
| 4e                     | Cannondale-Drapac      | États-Unis             | + 20 min 34 s          |
| 5e                     | AG2R La Mondiale       | France                 | + 21 min 24 s          |
| 6e                     | Bahrain-Merida         | Bahreïn                | + 21 min 25 s          |
| 7e                     | FDJ                    | France                 | + 22 min 35 s          |
| 8e                     | Team Sunweb            | Allemagne              | + 25 min 11 s          |
| 9e                     | BMC Racing Team        | États-Unis             | + 33 min 09 s          |
| 10e                    | Trek-Segafredo         | États-Unis             | + 40 min 16 s          |

#### Classement aux points
| Classement par équipes aux points | Classement par équipes aux points | Classement par équipes aux points | Classement par équipes aux points |
| Équipe                            | Équipe                            | Pays                              | Points                            |
| --------------------------------- | --------------------------------- | --------------------------------- | --------------------------------- |
| 1re                               | Quick-Step Floors                 | Belgique                          | 390 pts                           |
| 2e                                | Bora-Hansgrohe                    | Allemagne                         | 270 pts                           |
| 3e                                | UAE Team Emirates                 | Émirats arabes unis               | 259 pts                           |
| 4e                                | Dimension Data                    | Afrique du Sud                    | 246 pts                           |
| 5e                                | Trek-Segafredo                    | États-Unis                        | 235 pts                           |
| 6e                                | Team Sunweb                       | Allemagne                         | 162 pts                           |
| 7e                                | Lotto-Soudal                      | Belgique                          | 155 pts                           |
| 8e                                | Orica-Scott                       | Australie                         | 147 pts                           |
| 9e                                | Movistar Team                     | Espagne                           | 136 pts                           |
| 10e                               | Bahrain-Merida                    | Bahreïn                           | 120 pts                           |

## Abandon
- 179 -  Geraint Thomas (Sky) : Non partant